# Macrosiphoniella piceaphis
Macrosiphoniella piceaphis är en insektsart. Macrosiphoniella piceaphis ingår i släktet Macrosiphoniella och familjen långrörsbladlöss. Inga underarter finns listade i Catalogue of Life.